# Koellensteinia
Koellensteinia – rodzaj roślin z rodziny storczykowatych (Orchidaceae). Obejmuje 11 gatunków występujących w Ameryce Południowej w takich krajach jak: Belize, Boliwia, Brazylia, Kolumbia, Ekwador, Gujana Francuska, Gujana, Panama, Peru, Surinam, Trynidad i Tobago, Wenezuela.

## Systematyka
Rodzaj sklasyfikowany do podplemienia Zygopetalinae w plemieniu Cymbidieae, podrodzina epidendronowe (Epidendroideae), rodzina storczykowate (Orchidaceae), rząd szparagowce (Asparagales) w obrębie roślin jednoliściennych.
Wykaz gatunków
- Koellensteinia carraoensis Garay & Dunst.
- Koellensteinia dasilvae C.F.Hall & F.Barros
- Koellensteinia eburnea (Barb.Rodr.) Schltr.
- Koellensteinia florida (Rchb.f.) Garay
- Koellensteinia graminea (Lindl.) Rchb.f.
- Koellensteinia hyacinthoides Schltr.
- Koellensteinia ionoptera Linden & Rchb.f.
- Koellensteinia kellneriana Rchb.f.
- Koellensteinia lilijae Foldats
- Koellensteinia spiralis Gomes Ferreira & L.C.Menezes
- Koellensteinia tricolor (Lindl.) Rchb.f.